# Pollenia pectinata
Pollenia pectinata är en tvåvingeart som beskrevs av Grunin 1966. Pollenia pectinata ingår i släktet vindsflugor, och familjen spyflugor. Inga underarter finns listade i Catalogue of Life.